# Monte Misen

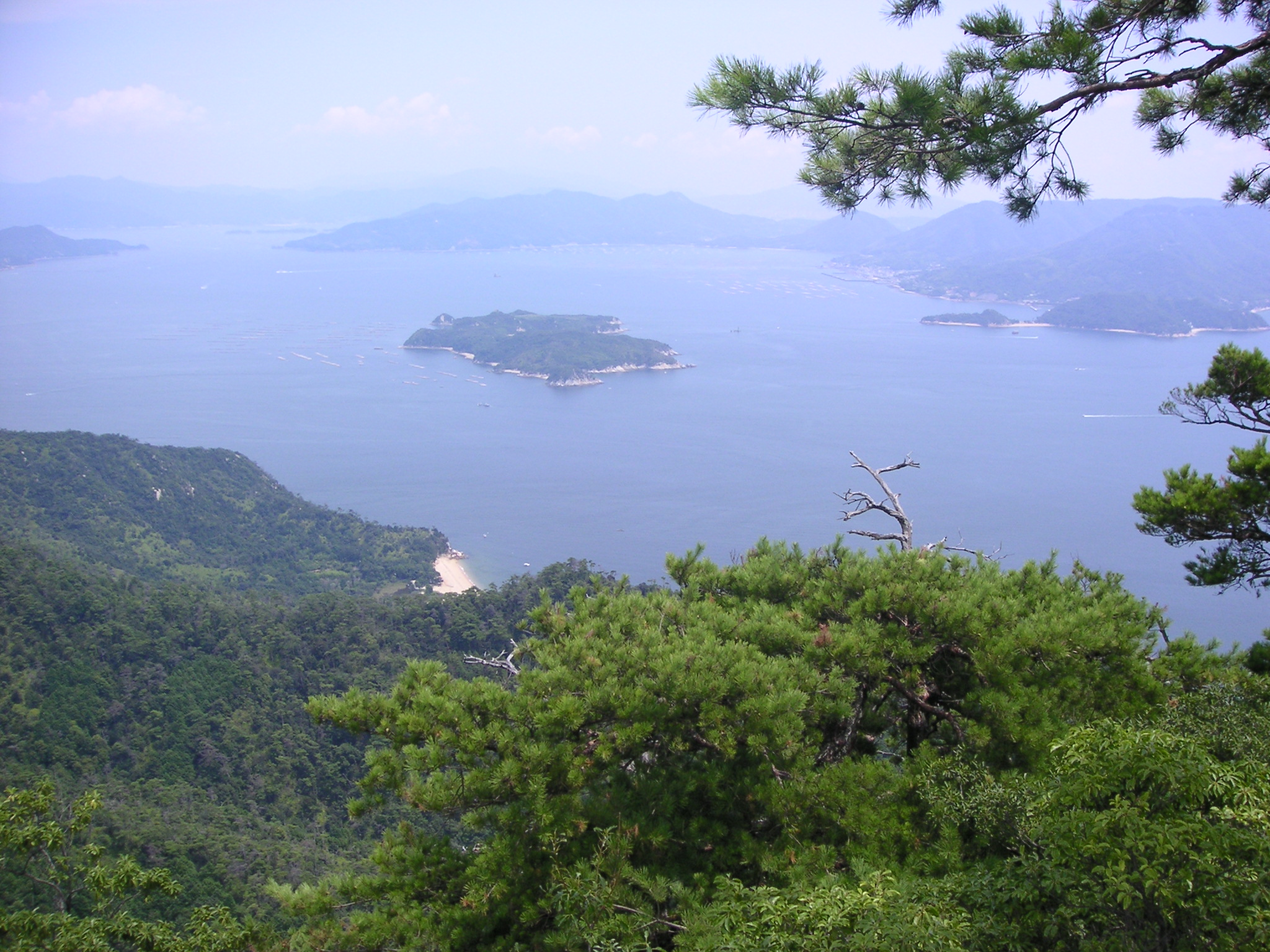
a deslumbrante vista do topo do Monte Misen

O Monte Misen é uma montanha (34°16′57″N, 132°18′56″E) situada na ilha de Itsukushima, no município de Hatsukaichi, na província de Hiroshima, no Japão. 
O Monte Misen, devido à sua proeminência (530m) é considerado sagrado, desde tempos antigos. Na sua encosta foi construído o templo budista Daisho-in e, no seu sopé, o famoso Santuário xintoísta de Itsukushima, que é considerado Património Mundial pela UNESCO.

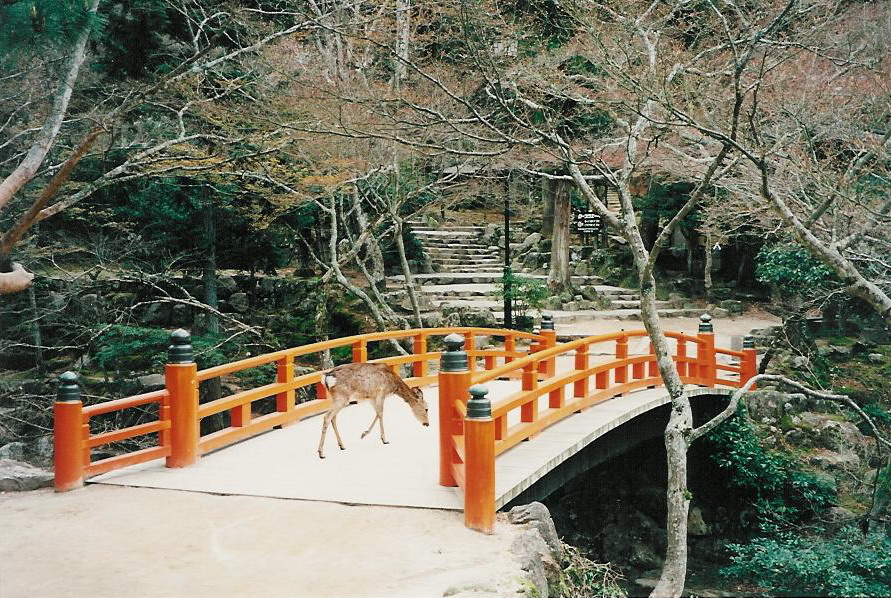
um cervo pasta livremente no parque Momijidani, na encosta do Monte Misen

O Monte está integrado na parque natural do Mar Interior e é uma paisagem protegida. Na sua encosta norte existem zonas de floresta virgem e o parque Momijidani, conhecido pelos seus plátanos.
Pode-se aceder ao cume do Monte Misen via teleférico ou a pé.